# Anisozyga speciosa
Anisozyga speciosa är en fjärilsart som beskrevs av Lucas 1890. Anisozyga speciosa ingår i släktet Anisozyga och familjen mätare. Inga underarter finns listade i Catalogue of Life.